# Camilo Castelo Branco elbeszélői nagydíj
A Camilo Castelo Branco elbeszélői nagydíj a Portugál Írószövetség hivatalos irodalmi díja, melyet a híres, 19. századi portugál íróról, Camilo Castelo Brancóról neveztek el, és amelyet Camilo Castelo Branco lakóhelyének (Vila Nova de Famalicão) önkormányzatával együtt működtetnek. A díjat portugál vagy portugál nyelvű afrikai ország írói kaphatják meg az előző évben első kiadásban megjelent művükre.

## A díjazottak
| Év        | Szerző                    | Mű                                                  | Ország |
| --------- | ------------------------- | --------------------------------------------------- | ------ |
| 1991      | Mário de Carvalho         | Quatrocentos Mil Sestércios seguido de O Conde Jano | POR    |
| 1992      | Teresa Veiga              | História da Bela Fria                               | POR    |
| 1993      | Maria Isabel Barreno      | Os Sensos Incomuns                                  | POR    |
| 1994      | Maria Velho da Costa      | Dores                                               | POR    |
| 1995      | Maria Judite de Carvalho  | Seta Despedida                                      | POR    |
| 1996      | Miguel Miranda            | Contos à Moda do Porto                              | POR    |
| 1997      | Luísa Costa Gomes         | Contos Outra Vez                                    | POR    |
| 1998      | José Jorge Letria         | A Mão Esquerda de Cervantes                         | POR    |
| 1999      | José Eduardo Agualusa     | Fronteiras Perdidas                                 | ANG    |
| 2000      | José Viale Moutinho       | Cenas de Vida de um Minotauro                       | POR    |
| 2001      | António Mega Ferreira     | A Expressão dos Afectos                             | POR    |
| 2002      | Teolinda Gersão           | Histórias de Ver e Andar                            | POR    |
| 2003      | Urbano Tavares Rodrigues  | A Estação Dourada                                   | POR    |
| 2004      | Manuel Jorge Marmelo      | O Silêncio de um Homem Só                           | POR    |
| 2005      | Paulo Kellerman           | Gastar Palavras                                     | POR    |
| 2006      | Gonçalo M. Tavares        | Água, Cão, Cavalo, Cabeça                           | POR    |
| 2007      | Ondjaki                   | Os da minha rua                                     | ANG    |
| 2008      | Teresa Veiga              | Uma Aventura Secreta do Marquês de Bradomín         | POR    |
| 2009      | Afonso Cruz               | Enciclopédia da Estória Universal                   | POR    |
| 2010      | A. M. Pires Cabral        | O Porco de Erimanto e outras fábulas                | POR    |
| 2011      | Eduardo Palaio            | Caixa Baixa                                         | POR    |
| 2012/2013 | Mário de Carvalho         | A liberdade do pátio                                | POR    |
| 2014      | Hélia Correia             | Vinte Degraus e Outros Contos                       | POR    |
| 2016      | Teresa Veiga              | Gente melancolicamente Iouca                        | POR    |
| 2017      | Teolinda Gersão           | Prantos, Amores e Outros Desvarios                  | POR    |
| 2018      | Ana Margarida de Carvalho | Pequenos Delírios Domésticos                        | POR    |
| 2019      | José Viale Moutinho       | Monstruosidades do Tempo do Infortúnio              | POR    |
| 2020      | Francisco Duarte Mangas   | Pavese no Café Ceuta                                |        |
| 2021      | Bruno Vieira de Amaral    | Uma ida ao Motel e outras histórias                 |        |